# Seventeen (band)
Seventeen, (Hangul: 세븐틴) også betegnet som SEVENTEEN eller SVT, er et sydkoreansk band dannet af Pledis Entertainment i 2015. Gruppen består af 13 medlemmer som er delt op i tre undergrupper, der hver specialiserer sig indenfor forskellige områder: "Hip-hop Unit", "Vocal Unit" og "Performance Unit". Gruppen har udgivet to fulde album og fem minialbums. I 2018 debuterede undergruppen BSS, eller BooSeokSoon, bestående af medlemmerne Hoshi, DK og Seungkwan, med sangen Just Do It.
Gruppen er selv involveret i komposition og produktion af deres musik og koreografier, hvilket har gjort dem kendte som en selvproducerende idolgruppe.

## Før debut

### Seventeen TV
Fra 2013 begyndte deltog Seventeen i en online udsendelse kaldet Seventeen TV. Programmet havde fem sæsoner hvor de fremtidige medlemmer af SEVENTEEN blev introducerede, man så dem øve sange og danse, og lærte medlemmerne at kende. Sæson 4 og 5 sluttede med koncerter kaldet Like Seventeen'.'

### Big Debut Plan
Før gruppens debut var Seventeen med i realityshowet Seventeen Project: Big Debut Plan, der blev sendt på MCB i 2015. Som den del af showet skulle de fuldføre forskellige missioner, blandt andet lave deres egne sange og stable en udendørskoncert på benene, før de kunne debutere. Showets sluttede med deres debut showcase den 26. maj 2015.

## 2015: 17 Carat & Boys Be
Seventeen debuterede den 26. maj med et live showcase sendt af tv-kanalen MBC. De var den første mandlige K-pop gruppe med et time langt live showcase på en stor tv-kanal. Tre dage senere udkom deres første EP 17 Carat digitalt. 17 Carat var det K-pop album der lå længst tid på de amerikanske hitlister i 2015, og var det eneste rookie-album på Billboards liste over de 10 bedste K-pop album i 2015.
Den 10. september udkom deres anden EP Boys Be, som blev det bedst sælgende rookie-album i 2015. Albummets succes vandt dem priser til Golden Disk Awards, Seoul Music Awards og Gaon Chart K-pop Awards, og endnu flere nomineringer. Seventeen var også den eneste K-pop gruppe på Billboards "21 Under 21 2015: Music's Hottest Young Stars" liste.
Fra den 24 - 26. december holdt Seventeen fire koncerter kaldet 2015 Like Seventeen - Boys Wish i Seoul. Efter koncerternes succes holdt de to andre i februar 2016 med navnet Like Seventeen - Boys Wish Encore Concert. Den 14. februar afslørede de også navnet på deres officielle fanklub Carat (Hangul: 캐럿).

## 2016: Love&Letter, asiatisk tour & Going Seventeen
Seventeens første studiealbum Love&Letter blev udgivet den 25. april 2016. Udover national succes, kom albummet også på den japanske hitliste Oricon Weekly Pop Album. De vandt for første gang ved et musikshow med singlen Pretty U.
Love&Letter blev senere genudgivet som en repackage den 4. juli, denne gang med single Very Nice. Efterfølgende begyndte de deres første asiatiske tour, Seventeen's 1st Asia Tour 2016 Shining Diamond, hvor de blandt andet spillede i Japan, Singapore, Australien og Hong Kong.
Den 5. december udgav gruppen deres tredje EP, Going Seventeen,  som solgte mere og nåede højere på hitlisterne, både de internationale og de nationale, end Love&Letter havde gjort.

## 2017: Al1, 2017 Seventeen Project, Diamond Edge & Teen, Age
Fra den 15 - 24. februar holdt Seventeen seks koncerter i Japan, kaldet 17 Japan Concert: Say The Name #Seventeen. Til sammen kom der 50,000 til koncerterne, på trods for at gruppen endnu ikke havde debuteret i Japan.
Seventeens fjerde EP, Al1, blev udgivet den 22. maj 2017. En stribe af videoerne som var en del af 2017 Seventeen Project og tre musikvideoer kaldet Chapter 0.5 Before AL1 udkom samtidig med EPen.
I oktober 2017 færdiggjorde gruppen deres første verdenstur, 2017 Seventeen 1st World Tour "Diamond Edge", hvor de spillede i 13 byer i Asien og Nordamerika. Den 6. november udkom deres andet studiealbum, Teen Age, der solgte over 200,000 kopier den første uge og toppede de nationale hitlister.

## 2018: Director's Cut, japansk debut & You Make My Day
Seventeen udgav et "special album" den 5. februar med navnet Director's Cut. Selvom at Director's Cut indeholdte alle sangene fra Teen, Age blev det kaldt special album frem for repackage, på grund af fire nye sange, inklusiv singlen Thanks. Thanks blev nummer 1 på iTunes i 29 lande, inklusiv i Nordamerika, Sydamerika, Europa og Asien. På dette tidspunkt nævnte Time Magazine Seventeen som en af de bedste K-pop grupper.
Seventeen debuterede officielt i Japan den 30. maj med deres første japanske mini-album, We Make You. Musikvideoen for singlen Call, Call, Call udkom den 16. maj og toppede de japanske hitlister.
Deres femte EP, You Make My Day og singlen Oh My udkom den 16. juli. You Make My Day slog deres tidligere rekord for flest salg på en uge og er deres bedst sælgende album til dato, og fik også tildelt platinum. status Promoveringerne for You Make My Day fandt sted mellem Ideal Cut koncerterne i Seoul og koncerter i resten af Asien, blandt andet i Kina, Singapore og Japan.

## Medlemmer

### Hip-hop Unit
- S.Coups (Choi Seung Cheol) — Seventeens leder, og leder af Hip-hop Unit.
- Wonwoo (Jeon Won Woo)
- Mingyu (Kim Min Gyu)
- Vernon (Hansol Vernon Chwe)

### Vocal Unit
- Jeonghan (Yoon Jeong Han)
- Joshua (Joshua Hong)
- Woozi (Lee Ji Hoon) - leder af Vocal Unit.
- DK (Lee Seok Min)
- Seungkwan (Boo Seung Kwan)

### Performance Unit
- Jun (Wen Junhui)
- Hoshi (Kwon Soon Young) - leder af Performance Unit.
- The8 (Xu Minghao)
- Dino (Lee Chan)[42]

## Diskografi

### Studiealbum
| Titel                                                                             | Album detajler | Hitliste placering | Hitliste placering | Hitliste placering | Hitliste placering | Hitliste placering | Hitliste placering | Salg                                      |
| Titel                                                                             | Album detajler | KOR                | JPN                | TW                 | US Heat            | US Ind             | US World           | Salg                                      |
| --------------------------------------------------------------------------------- | --- | ------------------ | ------------------ | ------------------ | ------------------ | ------------------ | ------------------ | ----------------------------------------- |
| Love & Letter                                                                     | - Udgivet: 25. april, 2016 - Pladeselskab: Pledis Entertainment, LOEN Entertainment - Formatter: CD, digital download                                  | 1                  | 8                  | 4                  | 5                  | 42                 | 3                  | - KOR: 316,574+ - JPN: 66,662 - US: 1,000 |
| Love & Letter                                                                     | - Genudgivet: 4. juli, 2016 (Love & Letter Repackage Album) - Pladeselskab: Pledis Entertainment, LOEN Entertainment - Formatter: CD, digital download | 1                  | 6                  | 3                  | —                  | —                  | —                  | - KOR: 316,574+ - JPN: 66,662 - US: 1,000 |
| Teen, Age                                                                         | - Udgivet: 6. november, 2017 - Pladeselskab: Pledis Entertainment, LOEN Entertainment - Formatter: CD, digital download                                | 1                  | 5                  | 1                  | 8                  | 41                 | 1                  | - KOR: 360,830+ - JPN: 63,270             |
| "—" Viser udgivelser der ikke blevet udgivet i regionen eller var på hitlisterne. | |                    |                    |                    |                    |                    |                    |                                           |

### Special album
| Titel          | Album detaljer | Hitliste placering | Hitliste placering | Hitliste placering | Hitliste placering | Hitliste placering | Hitliste placering | Hitliste placering | Salg                          |
| Titel          | Album detaljer | KOR                | JPN                | TW                 | FRA Dig.           | US Heat            | US Ind             | US World           | Salg                          |
| -------------- | --- | ------------------ | ------------------ | ------------------ | ------------------ | ------------------ | ------------------ | ------------------ | ----------------------------- |
| Director's Cut | - Udgivet: 5. februar, 2018 - Pladeselskab: Pledis Entertainment, LOEN Entertainment - Formatter: CD, digital download | 1                  | 2                  | 1                  | 82                 | 2                  | 19                 | 2                  | - KOR: 189,163+ - JPN: 34,957 |

### Opsamlingsalbum
| Titel   | Album detaljer                                                                                      | Hiliste placering | Hiliste placering | Salg         |
| Titel   | Album detaljer                                                                                      | JPN               | TW                | Salg         |
| ------- | --------------------------------------------------------------------------------------------------- | ----------------- | ----------------- | ------------ |
| 17 Hits | - Udgivet: 16. oktober, 2016 - Pladeselskab: Pledis Entertainment - Formatter: CD, digital download | 66                | 2                 | - JPN: 1,841 |

### EP
| Titel                                                                             | Detaljer | Hitliste placering | Hitliste placering | Hitliste placering | Hitliste placering | Hitliste placering | Hitliste placering | Salg                                        |
| Titel                                                                             | Detaljer | KOR                | JPN                | TW                 | US Heat            | US Ind             | US World           | Salg                                        |
| --------------------------------------------------------------------------------- | --- | ------------------ | ------------------ | ------------------ | ------------------ | ------------------ | ------------------ | ------------------------------------------- |
| 17 Carat                                                                          | - Udgivet: 29. maj, 2015 - Pladeselskab: Pledis Entertainment, LOEN Entertainment - Formatter: CD, digital download       | 4                  | 263                | 17                 | —                  | —                  | 8                  | - KOR: 87,265+ - JPN: 2,248+[kilde mangler] |
| Boys Be                                                                           | - Udgivet: 10. september, 2015 - Pladeselskab: Pledis Entertainment, LOEN Entertainment - Formatter: CD, digital download | 2                  | 35                 | 7                  | —                  | —                  | 1                  | - KOR: 175,567+ - JPN: 10,319               |
| Going Seventeen                                                                   | - Udgivet: 5. december, 2016 - Pladeselskab: Pledis Entertainment, LOEN Entertainment - Formatter: CD, digital download   | 1                  | 4                  | 1                  | 9                  | —                  | 3                  | - KOR: 275,342 - JPN: 57,579                |
| Al1                                                                               | - Udgivet: 22. maj, 2017 - Pladeselskab: Pledis Entertainment, LOEN Entertainment - Formatter: CD, digital download       | 1                  | 3                  | 1                  | 10                 | 26                 | 2                  | - KOR: 335,657+ - JPN: 67,347 - US: 2,000   |
| "—" Viser udgivelser der ikke blevet udgivet i regionen eller var på hitlisterne. | |                    |                    |                    |                    |                    |                    |                                             |

### Singler
| Titel                                                                            | År   | Hitliste placering | Hitliste placering | Hitliste placering | Hitliste placering | Hitliste placering | Salg                        | Album           |
| Titel                                                                            | År   | KOR                | KOR Hot.           | JPN Hot.           | PHL                | US World           | Salg                        | Album           |
| -------------------------------------------------------------------------------- | ---- | ------------------ | ------------------ | ------------------ | ------------------ | ------------------ | --------------------------- | --------------- |
| "Adore U" (아낀다)                                                               | 2015 | —                  | N/A                | —                  | N/A                | 13                 | - KOR: 34,389+              | 17 Carat        |
| "Mansae" (만세)                                                                  | 2015 | 94                 | N/A                | —                  | N/A                | 5                  | - KOR: 82,771+              | Boys Be         |
| "Pretty U" (예쁘다)                                                              | 2016 | 11                 | N/A                | —                  | N/A                | 4                  | - KOR: 388,811+             | Love & Letter   |
| "Very Nice" (아주 Nice)                                                          | 2016 | 22                 | N/A                | —                  | N/A                | 2                  | - KOR: 300,805+             | Love & Letter   |
| "Boom Boom" (붐붐)                                                               | 2016 | 16                 | N/A                | —                  | N/A                | 5                  | - KOR: 178,168+             | Going Seventeen |
| "Don't Wanna Cry" (울고 싶지 않아)                                               | 2017 | 12                 | 1                  | —                  | N/A                | 3                  | - KOR: 342,539+ - US: 3,000 | Al1             |
| "Clap" (박수)                                                                    | 2017 | 11                 | 3                  | 80                 | 91                 | 4                  | - KOR: 155,875+             | Teen, Age       |
| "Thanks" (고맙다)                                                                | 2018 | 19                 | 14                 | —                  | —                  | 4                  |                             | Director's Cut  |
| "—" Viser udgivelser der ikke blevet udgivet i regionen eller var på hitlisterne |      |                    |                    |                    |                    |                    |                             |                 |